# Mário Marroquim
Mário Marroquim (Mário Rômulo Marroquim do Nascimento) (Vilarejo de Campos Frios, município da Água Preta, 22 de março de 1896 - Maceió, 15 de março de 1975). Radicou-se em Maceió, onde se destacou como jurista, músico, professor catedrático, radialista e antropólogo. Como filólogo, escreveu a obra clássica "A Língua do Nordeste"